# Sam Bardfeld

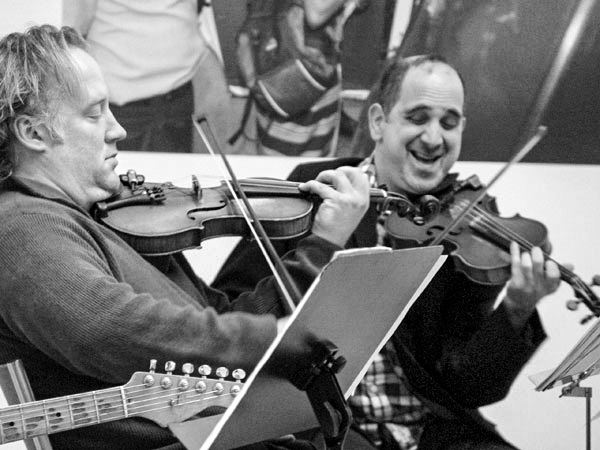
Christian Howes and Sam Bardfeld (Aarhus 2011)

Samuel J. „Sam“ Bardfeld (* 14. Januar 1968 in New York City) ist ein amerikanischer Jazzgeiger.

## Leben und Wirken
Bardfeld studierte an der Wesleyan University (Abschluss 1990) Jazz bei Bill Barron, 1990–91 mit Stipendium der Ford Foundation Musikethnologie bei Mark Slobin. Des Weiteren hatte er Unterricht in Jazzimprovisation bei Richie Beirach und George Garzone, in Geigenspiel bei Gerald Beal. Er arbeitete ab Ende der 1990er-Jahre u. a. mit Ehran Elisha,  Anthony Braxton (Two Compositions (Orchestra) 2005) sowie mit Roy Nathanson und dessen Jazz Passengers, ferner in verschiedenen Latin-Jazz-Projekten, wie mit Johnny Almendra y Los Jovenes Del Barrio und Johnny Pacheco. Er spielte außerdem mit Cameron Brown, Bruce Springsteen (Live in Dublin), John Zorn, Frank Vignola, Kevin Norton, John Cale, Debbie Harry sowie mit dem String Trio of New York, dem BBC Concert Orchestra,  The Soldier String Quartet, The Raymond Scott Orchestrette, ferner war er als Musiker, Arrangeur und Komponist für Film und Fernsehen tätig. U. a. mit Drew Gress nahm er 1999 Debütalbum Taxidermy (CIMP, 1999) auf, gefolgt von Periodic Trespasses (Fraeh Sound New Talent, u. a. mit Sean Conly, Ron Horton und Tom Beckham). Im Bereich des Jazz war er zwischen 1998 und 2010 an 15 Aufnahmesessions beteiligt, u. a. mit Michael Attias, Bill Ware, Arnold Hammerschlag und Joel Harrison. Er legte das Lehrbuch Latin Violin (New York: Gerard and Sarzin, 2001) vor, mit dem Hemphill Stringtet 2025 Plays the Music of Julius Hemphill.

## Diskographische Hinweise
- The Great Enthusiasms (BJU Records, 2017), mit Kris Davis, Michael Sarin